# Phyla nodiflora
Espèce
Synonymes
- Bertolonia crassifolia Raf.[2]
- Blairia nodiflora (L.) Gaertn.[2]
- Diototheca repens (Bertol.) Raf.[2]
- Lantana larranagae Moldenke[2]
- Lantana repens Sessé & Moc.[2]
- Lantana sarmentosa Spreng. ex C.B.Clarke[2]
- Lippia aegyptiaca Carrière[2]
- Lippia fruticosa (Mill.) K.Kenn. ex R.W.Sanders[2]
- Lippia incisa (Small) Tidestr.[2]
- Lippia incisa (Small) Tidestrom[3]
- Lippia litoralis Phil.[2]
- Lippia nodiflora var. reptans (Kunth) Kuntze[3]
- Lippia nodiflora (L.) Michx.[4] [2] [3]
- Lippia repens (Bertol.) Spreng.[2]
- Lippia reptans Kunth[3]
- Lippia sarmentosa (Willd.) Spreng.[2]
- Phyla chinensis Lour.[2]
- Phyla fruticosa (Mill.) K.Kenn. ex Wunderlin & B.F.Hansen[2]
- Phyla incisa Small[2] [3]
- Phyla nodiflora var. antillana Moldenke[2]
- Phyla nodiflora var. incisa (Small) Moldenke[3]
- Phyla nodiflora var. longifolia Moldenke[3]
- Phyla nodiflora var. repens (Spreng.) Moldenke[3]
- Phyla nodiflora var. reptans (Kunth) Moldenke[3]
- Phyla nodiflora var. rosea (D. Don) Moldenke[3]
- Piarimula chinensis (Lour.) Raf.[2]
- Platonia nodiflora (L.) Raf.[2]
- Verbena capitata Forssk.[2]
- Verbena elliptica Willd. ex Spreng.[2]
- Verbena fruticosa Mill.[2]
- Verbena globiflora Nocca ex Spreng.[2]
- Verbena lanata Willd. ex Walp.[2]
- Verbena nodiflora L.[4] [2]
- Verbena repens Bertol.[2]
- Verbena sarmentosa Willd.[2]
- Zappania crassifolia (Raf.) Raf.[2]
- Zappania nodiflora (L.) Lam.[2]
- Zappania repens (Bertol.) Bertol.[2]
- Zappania suberosa Spreng.[2]

Statut de conservation UICN

 LC  : Préoccupation mineure
Phyla nodiflora, Phyla à fleurs nodales, est une espèce de plantes herbacées ornementales de la famille des Verbénacées.

## Liste des variétés
Selon Catalogue of Life (29 septembre 2018) et World Checklist of Selected Plant Families (WCSP) (29 septembre 2018) :
- variété Phyla nodiflora var. minor (Gillies & Hook.) N.O'Leary & Múlgura (2012)
- variété Phyla nodiflora var. nodiflora
- variété Phyla nodiflora var. reptans (Kunth) Moldenke (1934)

Selon Tropicos (29 septembre 2018) (Attention liste brute contenant possiblement des synonymes) :
- variété Phyla nodiflora var. antillana Moldenke
- variété Phyla nodiflora var. canescens (Kunth) Moldenke
- variété Phyla nodiflora var. galapagensis Moldenke
- variété Phyla nodiflora var. incisa (Small) Moldenke
- variété Phyla nodiflora var. longifolia Moldenke
- variété Phyla nodiflora var. minor (Gillies & Hook.) N. O'Leary & Múlgura
- variété Phyla nodiflora var. nodiflora
- variété Phyla nodiflora var. pusilla (Briq.) Moldenke
- variété Phyla nodiflora var. reptans (Kunth) Moldenke
- variété Phyla nodiflora var. rosea (D. Don) Moldenke
- variété Phyla nodiflora var. sericea (Kuntze) Moldenke
- variété Phyla nodiflora var. subsessilis (Bornm.) Moldenke
- variété Phyla nodiflora var. texensis Moldenke